# Europe-Action
Europe-Action fou un moviment nacionalista blanc d'ultradreta i euro-nacionalista, així com una revista amb el mateix nom, fundat per Dominique Venner el 1963 i actiu fins a 1966. Distanciant-se de les idees feixistes prèvies a la Segona Guerra Mundial, com l'anti-intel·lectualisme, l'anti parlamentarisme i el Nacionalisme clàssic, Europe-Action promovia un nacionalisme pan-europeu, basat en la idea d'Occident i de la 'gent blanca' i dels darwinisme social, escortat per racisme científic, etiquetat com a "realitat biològica". Aquestes teories, juntament amb l'estratègia política de Venner, va influir a Alain de Benoist i són considerades una influència per la posterior creació de GRECE i de Nouvelle Droite el 1968.

## Membres destacats
- Dominique Venner — fundador d'Europe-Action
- Alain de Benoist — director del Nouvelle Droite
- Jean Mabire — membre fundador del Mouvement Normand i de Terre et Peuple
- François d'Orcival — membre del comitè d'editorial a Valeurs Actuelles
- François Duprat[2] — membre fundador del Front Nacional
- Maurice Rollet — membre fundador de l'associació escorta Europe-Jeunesse
- Pierre Bousquet — fundant membre del Front Nacional
- Alain Lefebvre
- Jean-Claude Rivière